# József Batthyány
József Batthyány (Vienna, 30 gennaio 1727 – Presburgo, 23 ottobre 1799) è stato un cardinale e arcivescovo cattolico ungherese.
Primate d'Ungheria, arcivescovo di Strigonio, arcivescovo di Kalocsa e Bács, vescovo di Gran Varadino, fu nominato cardinale della Chiesa cattolica da papa Pio VI.

## Biografia
József Batthyány dei conti di Németújvár nacque a Vienna il 30 gennaio 1727.
Figlio del nádor Lajos, frequentò il ginnasio a Kőszeg e studiò teologia a Trnava. Fu ordinato sacerdote il 29 giugno 1751. Divenne canonico di Strigonio nel 1752, preposto di Presburgo nel 1755.
Il 13 luglio 1759 fu eletto vescovo di Transilvania e consacrato il 2 dicembre dello stesso anno. Non fece a tempo ad insediarsi nella sua sede vescovile, che il 15 dicembre 1760 fu promosso arcivescovo di Kalocsa e Bács.
Il 20 maggio 1776 fu trasferito all'arcidiocesi di Strigonio ed elevato alla dignità di primate d'Ungheria.
Papa Pio VI lo fece cardinale nel concistoro del 1º giugno 1778 e il 19 aprile 1782 in un concistoro celebrato nel palazzo imperiale di Vienna gli conferì il titolo di San Bartolomeo all'Isola.
Nel suo ruolo di primate incoronò re d'Ungheria Leopoldo II nel 1790 a Presburgo e Francesco I nel 1792 a Buda. Fece edificare il Palazzo Primaziale di Presburgo.
Morì a Presburgo (l'odierna Bratislava) il 23 ottobre 1799 all'età di 72 anni. Fu sepolto nella cattedrale di San Martino.

## Opere
- Panegyricus divo Ladislao regi Hungariae apostolico dictus..., Viennae, 1746.
- Carmen dno Luvovico e comitibus de Batthyán, regni Hungariae palatino, Posonii, 1751.
- Exercitatio academica de conciliis altero juris eclesiastici fonte..., Vindobonae, 1757.
- Sermo dum pallium archiepiscopale suscepit..., Tyrnaviae, 1776.
- Kanzelrede..., Pressburg, 1783.
- Hirtenbrief..., s.l., 1787.
- Dictio in sessione dietali 5. martii 1791, Posonii, 1791.
- Egyéb országgyűlési beszédei, Pest, 1795.

## Genealogia episcopale e successione apostolica
La genealogia episcopale è:
- Cardinale Scipione Rebiba
- Cardinale Giulio Antonio Santori
- Cardinale Girolamo Bernerio, O.P.
- Arcivescovo Galeazzo Sanvitale
- Cardinale Ludovico Ludovisi
- Cardinale Luigi Caetani
- Cardinale Ulderico Carpegna
- Cardinale Paluzzo Paluzzi Altieri degli Albertoni
- Cardinale Flavio Chigi
- Papa Clemente XII
- Cardinale Giovanni Antonio Guadagni, O.C.D.
- Cardinale Cristoforo Migazzi
- Cardinale József Batthyány

La successione apostolica è:
- Vescovo Pio Manzador, B. (1765)
- Vescovo Ferdinand Maria von Lobkowicz (1772)
- Vescovo František von Berchtold (1776)
- Vescovo György Richvaldszky (1777)
- Vescovo István Nagy (1777)
- Vescovo József Bajzáth (1777)
- Vescovo Ignác Nagy de Séllye (1777)
- Vescovo Ladislaus Luzénszky (1780)
- Arcivescovo Ferenc Fuchs (1788)
- Vescovo József Fengler, Sch. P. (1788)
- Vescovo Maksimilijan Verhovácz (1788)
- Vescovo Ferenc Xavier Splényi (1788)
- Vescovo Nikolaus Kondé de Póka-Telek (1792)